# ルクセンブルク料理

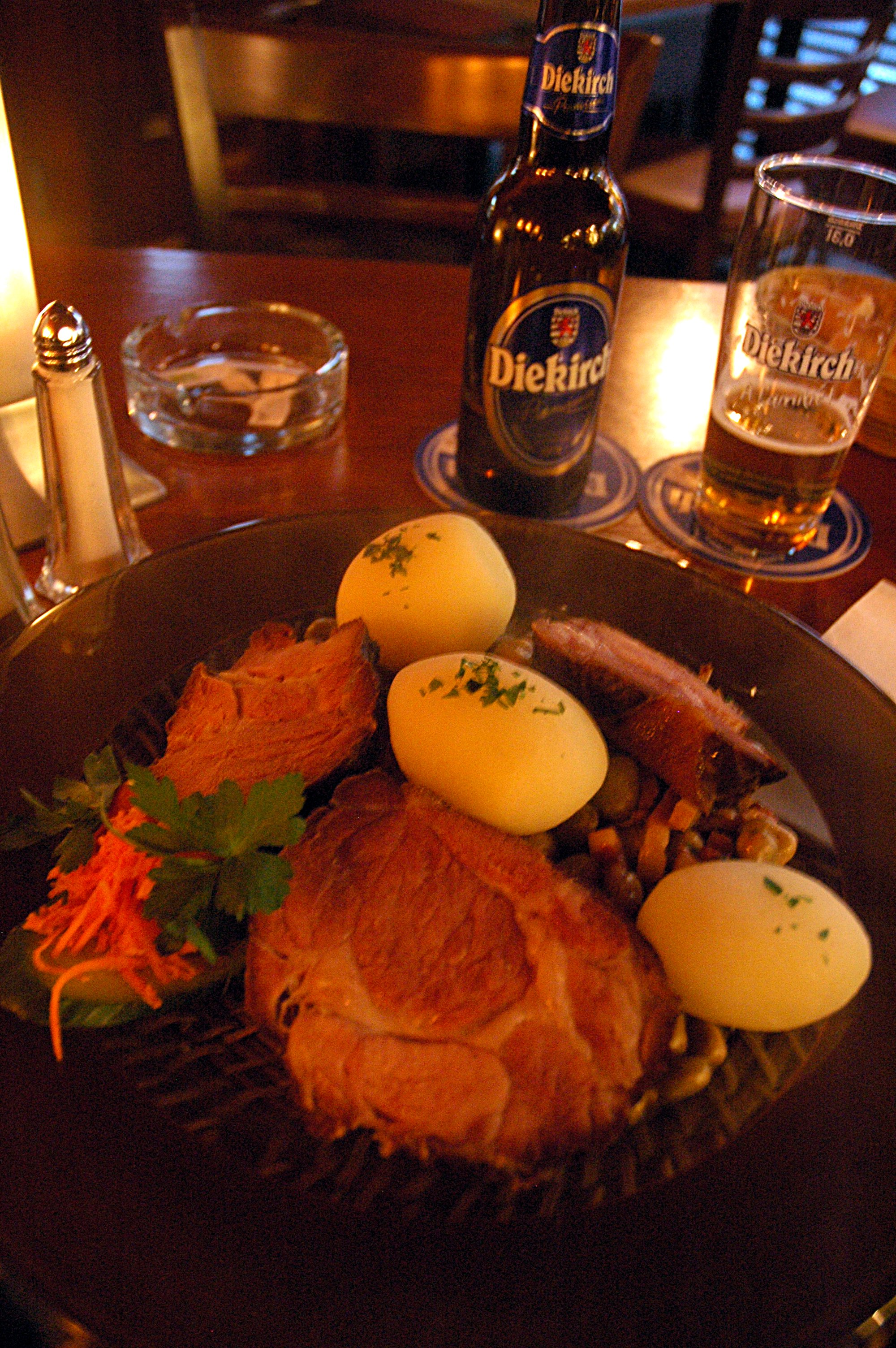
茹でたジャガイモとディーキルヒのワインと共に供されるジュッド・マット・ガーデボウネン

ルクセンブルク料理（ルクセンブルクりょうり、フランス語: Cuisine luxembourgeoise、ドイツ語: Luxemburgische Küche、ルクセンブルク語: Lëtzebuergesch Kichespezialitéiten）は、ルクセンブルク大公国領土内の料理。

## 概要
ルクセンブルクがラテン民族諸国とゲルマン民族諸国の間に位置することから、隣国のフランス、ドイツ、およびベルギーの影響を受けている。近年は、国内の数少ないイタリアやポルトガルからの移民からの影響も受けている。ドイツと同様に、伝統的な日常のルクセンブルク料理のほとんどは農民からの発祥であり、より洗練された農民のフランスの食事と対照的である。冷たい肉、ワイン、チーズおよび祝祭の名物料理がある。

## 料理

ルクセンブルクの位置

### 前菜

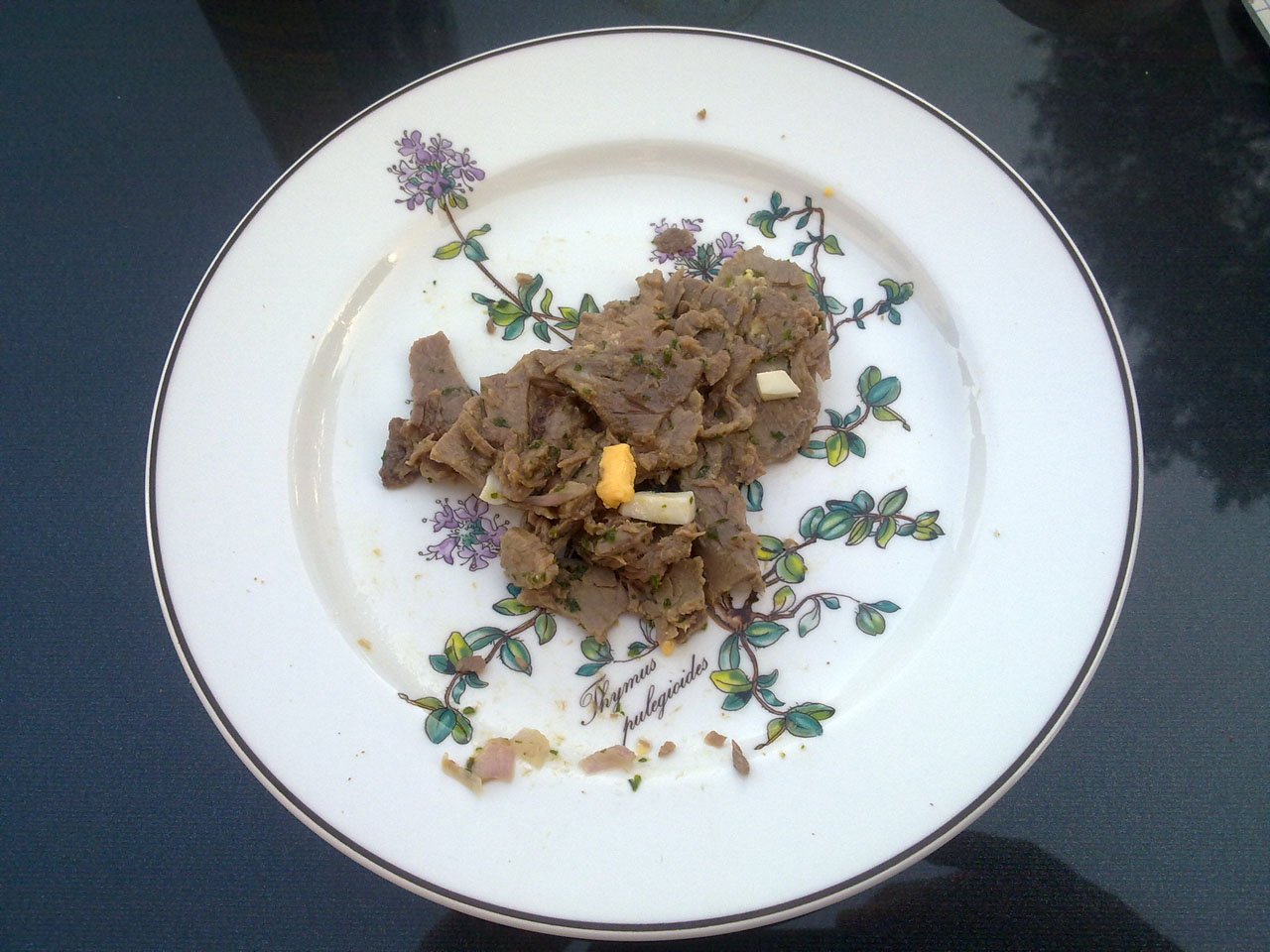
Feierstengszalot

- Feierstengszalot：牛肉のサラダ

### 魚
地元の川で獲る魚のマス、パイク、ザリガニを料理の食材に使い、通常はリースリングソースで調理する。
- F'rell am Rèisleck：マスのリースリングソース
- Hiecht mat Kraiderzooss：パイクと緑のソース
- Kriibsen：ザリガニ
- FritürまたはFriture de la Moselle：モーゼル産 (en) 白ワインを添えたモーゼル川の小魚のフライ[2]。

### 肉
肉料理には、北部山岳地帯の冷たいÉislekerハム（「エスリング地方のハム」の意味）があり、数週間マリネした後に数日で燻製にする。これは通常薄切りにして、フライドポテト、サラダと共に供される。他には、フランス料理が、ドイツやベルギーからの料理と同様に、多くのメニューで際立っている。
- ジュッド・マット・ガーデボウネン（英語版）（Judd mat Gaardebounen）：ルクセンブルクでおそらく最も伝統的な肉料理で、スモークした豚肉肩ロースのソラマメ添えである。豚肉は野菜と香辛料に一晩浸してから煮る。たっぷりの薄切りに豆と煮たジャガイモを添えて供する。これはルクセンブルクの国民食と考えられている[4]。
- Hong am Rèisleck：フランスのCoq au Rieslingに類似し、焦げ目をつけた鶏肉切り身を白ワインと野菜、香辛料およびキノコと一緒に煮込んで作る[5]。HuesenziwwiまたはCivet de lièvreは、狩猟期間に供される野ウサギの煮込み料理である[6]。
- Träipen：ブラックプディング、アップルソースを添える。
- クネル：レバーのダンプリング、ザワークラウトと茹でたジャガイモを添える。
- Fierkelsjelli：豚肉のゼリー寄せ。
- Hameschmier：アルデンヌのハム（Jambon d'Ardenne）のトースト。
- Rieslingpaschtéit：リースリングのパテ。
- メットヴルスト（Mettwurst）：燻製ソーセージ。マッシュポテトとホースラディッシュを添える。
- ルクセンブルク・ソーセージ（Lützebuerger Grillwurscht）：テューリンガータイプのソーセージ。

### スープ

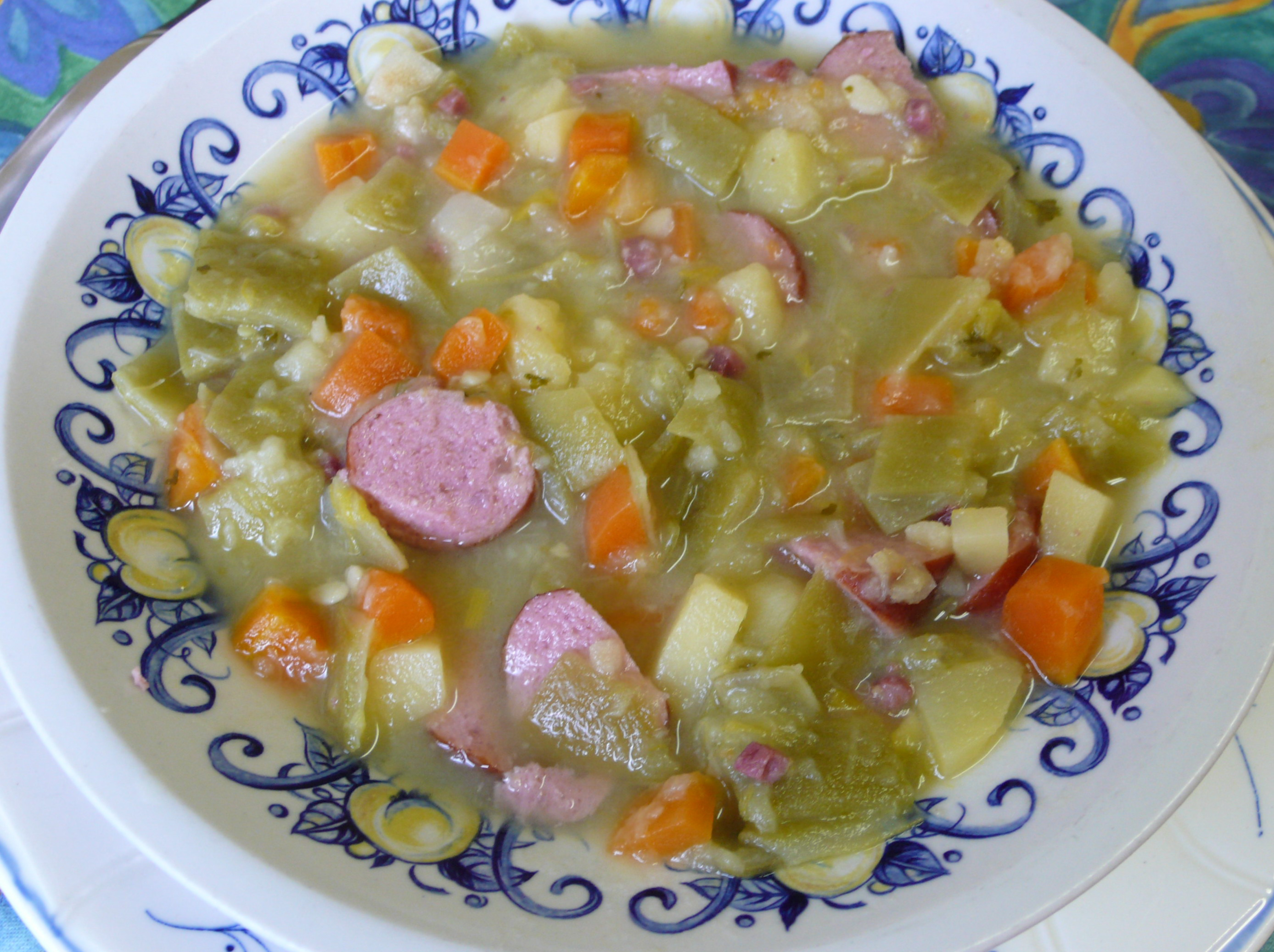
ボーネシュルップ

- ボーネシュルップ（フランス語版）（Bouneschlupp）：サヤインゲン、ジャガイモ、メットヴルストのスープ
- Ënnenzopp：通常チーズトーストに添えて供されるオニオンスープ。

### デザートとパティスリー

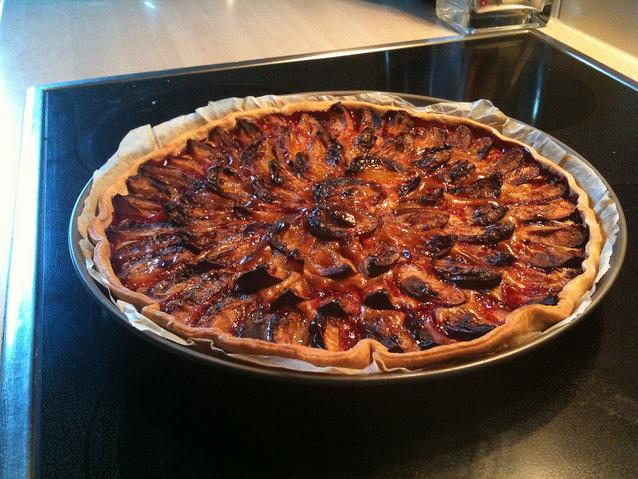
ルクセンブルクの名物料理、クェッチェンタルト

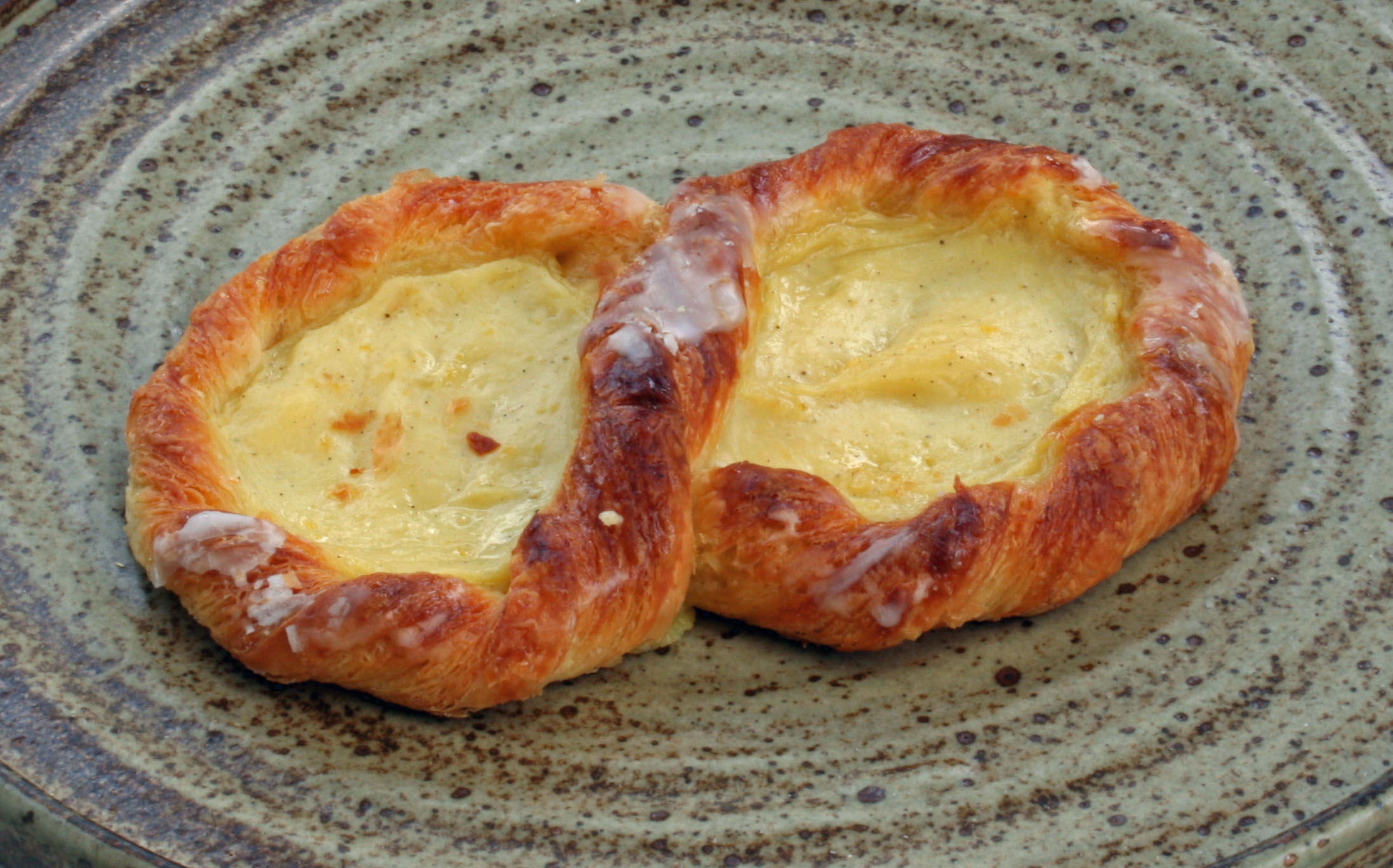
Aachtchen

フランスのパティスリーに加えて、ケーキとフルーツパイ、地元のペイストリーがある。ルクセンブルクの名物チーズは、ソフトチーズのスプレッド、Kachkéisまたはカンコワイヨットである。
- verwurelt GedankenまたはVerwurelter：砂糖で覆った小さなドーナツ。
- Äppelklatzen：リンゴのパイ包み焼き（apples en croûte）
- プレッツェル（Bretzel）：アーモンドをまぶした菓子で、四旬節のときだけよく食べる。
- ヴェックマン（Boxemännchen）：クリスマスだけに食べる人の形のブリオッシュ
- Kéistaart：チーズケーキ
- クェッチェンタルト（英語版）（Quetschentaart）：西洋スモモ（Zwetschge）のタルト。

### 他の名物料理
他のルクセンブルクの名物料理は次の通り：
- テューリンガー・ロストブラートヴルスト（英語版）（Thüringer）；ドイツのブラートヴルストに香辛料を効かせたような味のソーセージ。「Thüringer」という名称は現在、ドイツのテューリンゲン州産に限られる。現在の正式名称はLëtzebuerger Grillwurscht、ルクセンブルク・ソーセージである[9]。
- グロンペルキッシェルシャー（Gromperekichelcher）：丁寧に香辛料を効かせた、刻みタマネギとパセリ入りのポテトパンケーキを揚げて作る。
- Tierteg：ザワークラウトで作るもう1つのポテト・パンケーキ[10]。
- Rieslingspaschtéit：リースリングワインとアスピックで調理するローフ型の人気のミートパイで、通常薄切りして供される[11]。
- パテ（Pâté）：塗り広げることができるペーストで、通常肉で作るがベジタリアン向けもある。
- クェッチェンタルト（英語版）（Quetschentaart）：スモモのタルト；モモ、サクランボ、ナシのタルトと並んで典型的なデザートで、どのペイストリー店やレストランでも品揃えにある。
- Miel luxembourgeois de marque nationale：ルクセンブルクの蜂蜜の一種で、EU法で保護されている。
- Gromperekichelcher：卵とジャガイモのパンケーキ
- Gebootschte Gromperen：ベーコンのジャガイモ料理
- Stäerzelen：ソバのダンプリング
- ブーシェ・ア・ラ・レーヌ（bouchée à la reine、女王様に一口）
- クヌーデル（Kniddelen）；ベーコンとホワイトソースの小さなクネルの一種

## ワインとビール

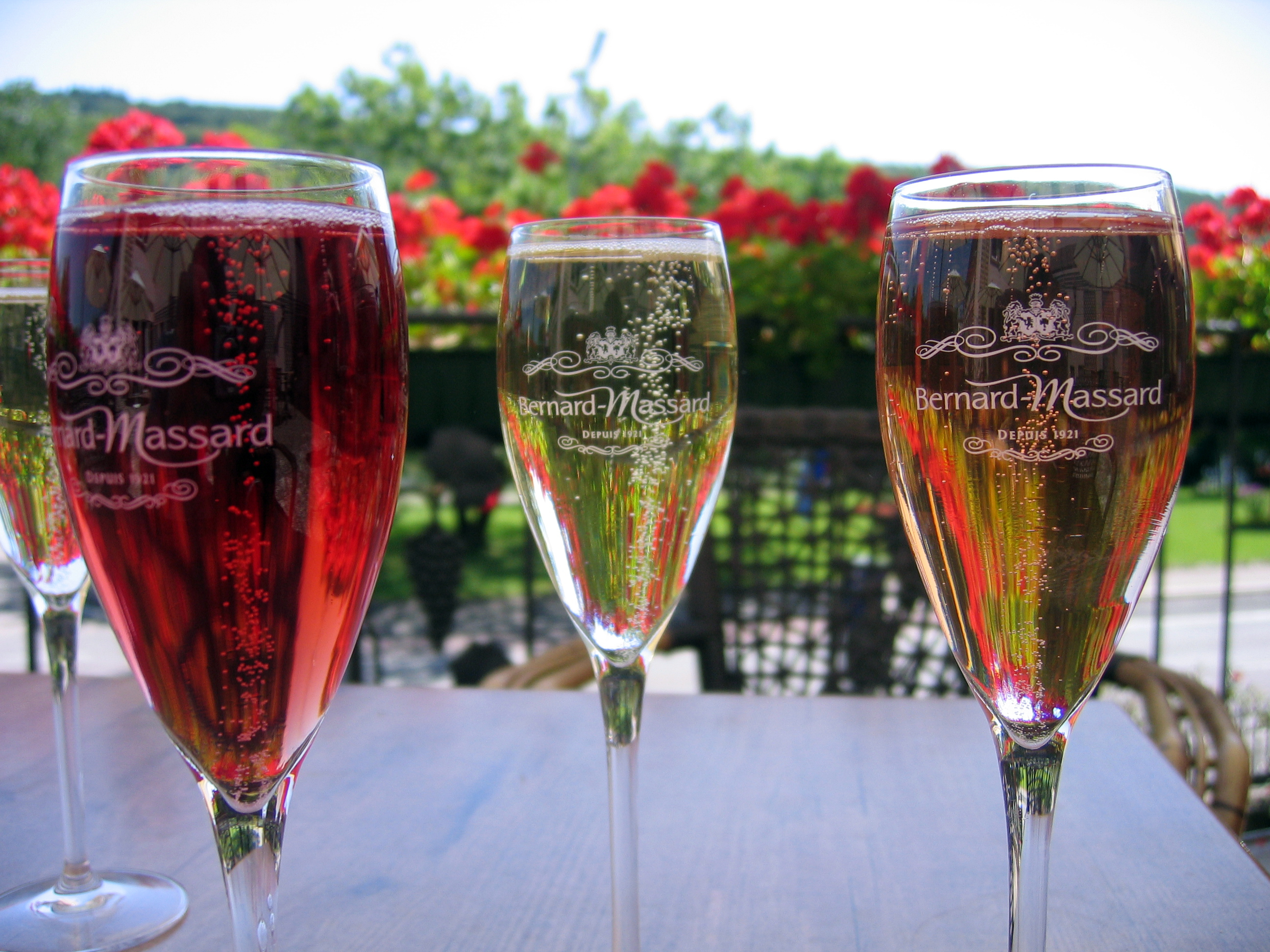
クレマン・ド・リュクサンブール

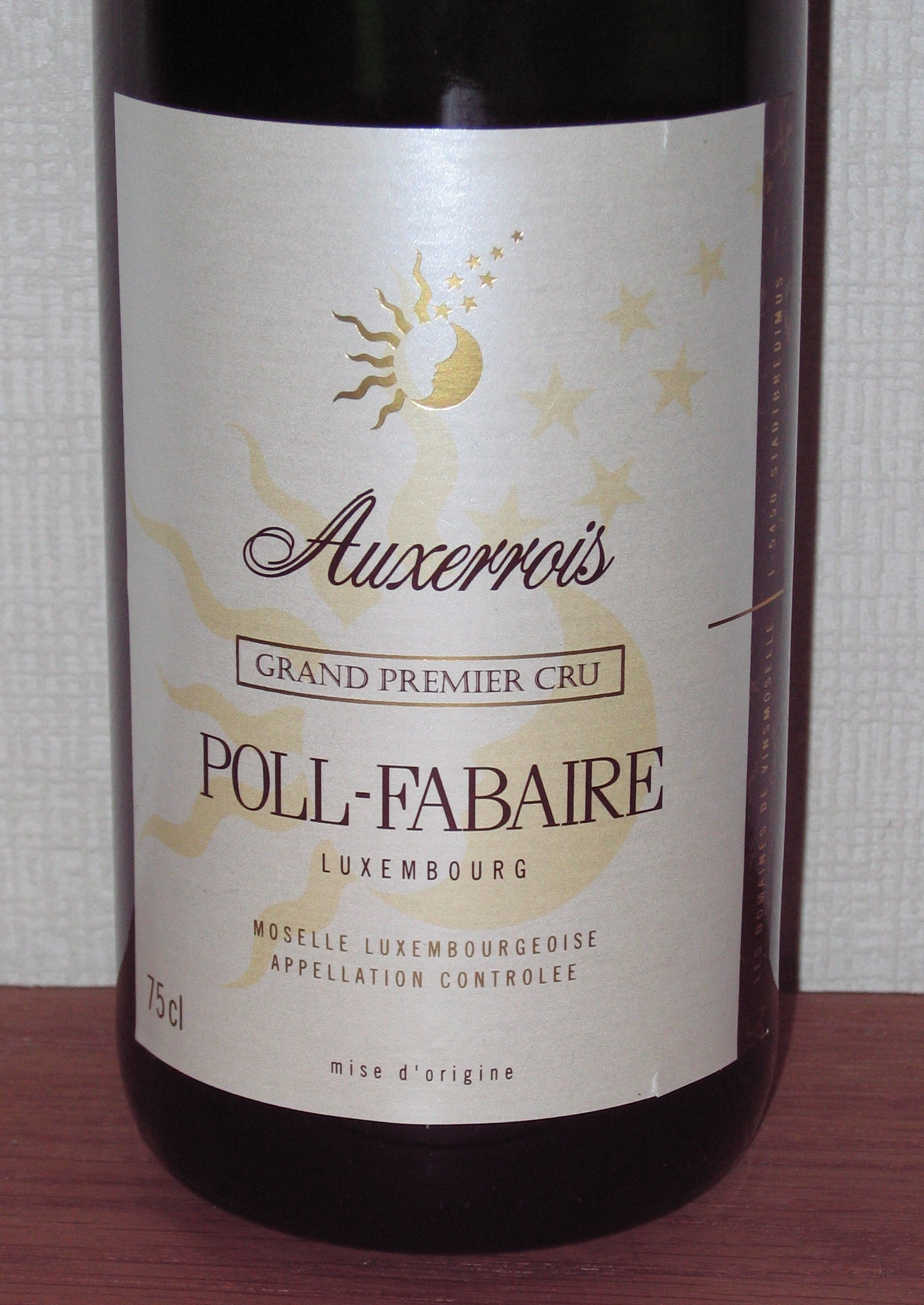
オーセロワ（Auxerrois）ワイン

ワイン、主として辛口の白ワインおよびスパークリングワインがルクセンブルクで生産される。産地はモーゼル川北岸沿いであり、ローマの時代に遡ってワイン製造の歴史がある。主な品種はリースリング、ピノ・グリ、ピノ・ブラン、シャルドネ、オーセロワ、ゲヴュルツトラミネール、リヴァーナー、エルプリング、ピノ・ノワール、およびクレマン・ド・リュクサンブールである。Marque Nationaleはルクセンブルク産ワインすべての瓶の裏にあり、産地とその品質レベルを確かにする。
ビールはルクセンブルクで人気の飲み物であり、3つの大手醸造所と、いくつかの小規模施設で国内生産している。ルクセンブルク産ビールのほとんどはラガーであるが、数多くの特別なビールやノンアルコールビール、12月にはクリスマスビールがある。ビールの主なブランドはBofferding、ほかにBattinも生産する；MouselおよびDiekirch、ディーキルヒの醸造所を共有；およびSimonである。2000年代以降、 Beierhaascht、Ourdaller、およびGrand Brewingなどのクラフトビールを製造する地元のマイクロブルワリーが復活した。